# Bobbi Billard
Barbara "Bobbi" Billard (nacida el 12 de diciembre de 1975 en Austin, Texas) es una actriz, modelo y luchadora profesional estadounidense.